# Bernard Howard (12e duc de Norfolk)
Bernard Edward Howard, 12e duc de Norfolk (21 novembre 1765 - 16 mars 1842) est un pair britannique. Il est le fils de Henry Howard (1713-1787), descendant de Henry Howard (15e comte d'Arundel) et de Juliana Molyneux (1749-1808).

## Biographie
Bernard Howard accède au titre de Duc de Norfolk en 1815 à la mort de son cousin Charles Howard (11e duc de Norfolk). Il épouse Lady Elizabeth Belasyse (1770-1819), fille de Henry Belasyse (2e comte Fauconberg) (1743-1802) et Charlotte Lamb (1743-1790), le 23 avril 1789. Le couple divorce cinq ans plus tard, en mai 1794. Il est élu membre honoraire étranger de l'Académie américaine des arts et des sciences en 1803. En 1834, le roi Guillaume IV investit le duc de Norfolk dans l'Ordre de la Jarretière.
Il meurt en 1842 à l'âge de 76 ans. À sa mort, son fils unique, Henry Howard (13e duc de Norfolk) le remplace.
Ardent catholique, comme la plupart des membres de sa famille, il appuie fermement l’émancipation catholique et provoque ses voisins protestants en organisant un banquet pour célébrer l’adoption du Roman Catholic Relief Act 1829. Il est également connu comme le duc grincheux.
Il est enterré dans la chapelle Fitzalan au château d'Arundel.